# Wąsosze (jezioro)
Wąsosze – jezioro w woj. zachodniopomorskim, w pow. drawskim, w gminie Złocieniec. Jest to największe jezioro Równiny Wałeckiej.
Według urzędowego wykazu opracowanego przez Komisję Nazw Miejscowości i Obiektów Fizjograficznych nazwa tego jeziora to Wąsosze. W różnych publikacjach i na mapach topograficznych jezioro podawana jest obok niej też druga nazwa – Wąsowo.
Powierzchnia zwierciadła wody według różnych źródeł wynosi od 326,4 ha przez 330 ha do 361,0 ha.
Zwierciadło wody położone jest na wysokości 124,1 m n.p.m. Średnia głębokość jeziora wynosi 3,5 m, natomiast głębokość maksymalna 8,5 m.